# Safari in La Paz
Safari in La Paz is een spionageroman van auteur Gérard de Villiers en het 27e deel uit de S.A.S.-reeks met als protagonist de Oostenrijkse prins en freelance CIA-agent Malko Linge.

De ligging van Bolivia in Zuid-Amerika.

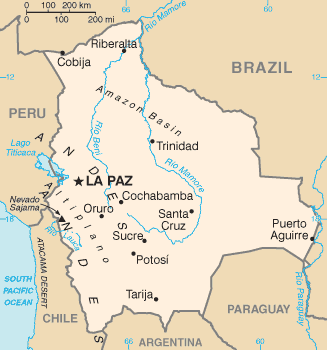
Een overzichtskaart van Bolivia.

## Het verhaal
Na de Tweede Wereldoorlog zijn vele nazi's naar Zuid-Amerika gevlucht om vervolging voor oorlogsmisdrijven te voorkomen. Onder hen is ook Klaus Henkel, een voormalige Obersturmführer bij de SS en een zeer gewelddadig en sadistisch man die nu in Bolivia leeft.
Na de oorlog heeft hij vele opdrachten voor de Amerikaanse inlichtingendienst CIA uitgevoerd en dankzij hen het Boliviaanse staatsburgerschap verworven.
De CIA, die hem niet meer nodig heeft, besluit de Boliviaanse overheid een dossier te overhandigen waarin de ware identiteit van Henkel wordt onthuld.
Henkel krijgt hier lucht van en pleegt zelfmoord.
De CIA vertrouwt deze plotselinge dood echter niet en stuurt Malko naar de Boliviaanse hoofdstad La Paz voor onderzoek.
Daar blijkt de plaatselijke districtschef van de CIA ook niet staan te springen om de dood van Henkel te onderzoeken en mocht Henkel nog in leven zijn dan zal deze goed worden beschermd door zijn kameraden, en deze staan niet bekend vanwege hun vredelievendheid.

## Personages
- Malko Linge, een Oostenrijkse prins en CIA-agent
- Klaus Henkel